# Kabanur, Shiggaon
Kabanur là một làng thuộc tehsil Shiggaon, huyện Haveri, bang Karnataka, Ấn Độ.